# Comuni della Finlandia di lingua svedese o bilingui
     Comuni monolingui finlandesi
     Comuni bilingui a maggioranza di lingua finlandese
     Comuni bilingui a maggioranza di lingua svedese
     Comuni monolingui svedesi (Åland incluse)
     Comuni sami bilingui

Comuni monolingui finlandesi
Comuni bilingui a maggioranza di lingua finlandese
Comuni bilingui a maggioranza di lingua svedese
Comuni monolingui svedesi (Åland incluse)
Comuni sami bilingui
Oltre 17.000 abitanti di lingua svedese vivono in comuni monolingui finlandesi e pertanto non sono inclusi nella carta.

La seguente lista dei comuni finlandesi di lingua svedese o bilingui comprende tutte le città e i comuni della Finlandia in cui la lingua finlandese non è l'unica parlata dai residenti. In particolare, esistono comuni (nel centro e nel sud del Paese) in cui la lingua svedese è parlata dalla maggioranza o da una minoranza consistente degli abitanti e comuni (nel nord del Paese) in cui la lingua sami è parlata da una minoranza consistente degli abitanti.

## Bilinguismo in Finlandia
In base alla legge linguistica finlandese un comune è bilingue se entrambe le lingue sono parlate da almeno 8% della popolazione o, alternativamente, da un minimo di 3.000 abitanti. Un comune bilingue la cui minoranza linguistica è scesa sotto la soglia dell'8% mantiene tuttavia tale status finché la percentuale di locutori della lingua di minoranza non scende al 6%, al di sotto del quale il comune può decidere se mantenere o meno il bilinguismo ufficiale. Lohja è l'unico comune bilingue che finora ha fatto uso di tale opzione. La soglia assoluta dei 3.000 abitanti venne introdotta quando la popolazione svedese di Turku (circa 9.000 persone) scese sotto il 6% della popolazione cittadina, situazione verificatasi anche per la città di Vantaa (circa 6.000 abitanti di lingua svedese). Per i rimanenti comuni il bilinguismo è riconducibile ai valori percentuali.
Stando ai dati del 31 dicembre 2006, il 91,5% della popolazione della Finlandia è di lingua finlandese, mentre il 5,5% è di lingua svedese. La Finlandia è un paese bilingue, con obbligo di studio della seconda lingua (finlandese o svedese) per un minimo di tre anni durante la scuola superiore. A livello locale i singoli comuni possono essere monolingui finlandesi, monolingui svedesi o bilingui: ciò determina la lingua o le lingue nelle quali devono essere scritti ad esempio i documenti ufficiali, i nomi delle vie e delle strade.
Tale normativa linguistica non è applicata alla provincia autonoma delle isole Åland, che è esclusivamente monolingue svedese.
Secondo la divisione amministrativa del 2009, dei 348 comuni finlandesi 19 sono di lingua svedese (di cui 16 nelle Åland) e 34 bilingue (di cui 15 a maggioranza di lingua svedese e 19 prevalentemente di lingua finlandese) e i rimanenti 295 sono di lingua finlandese. Le zone a maggior diffusione dello svedese si concentrano, oltreché nelle Åland, lungo la costa occidentale (nella regione dell'Ostrobotnia), e meridionale (nella regione del Varsinais-Suomi e Uusimaa) della Finlandia.
Inizialmente il bilinguismo ufficiale era accordato solo alla minoranza svedese, ma una legge del 1991 lo estese anche a quella sami.

## Comuni di lingua svedese
Di seguito sono elencati i comuni finlandesi di lingua svedese o bilingui, secondo la seguente classificazione:
- S: comune monolingue svedese
- S-F: comune bilingue con maggioranza di lingua svedese
- F-S: comune bilingue con maggioranza di lingua finlandese

| Nome nella lingua maggioritaria | Nome nella lingua minoritaria | Lingue | Popolazione di lingua svedese al 31.12.2006 | Regione              | Distretto               |
| ------------------------------- | ----------------------------- | ------ | ------------------------------------------- | -------------------- | ----------------------- |
| Brändö                          |                               | S      | 86,1%                                       | Åland                | Ålands skärgård         |
| Eckerö                          |                               | S      | 90,4%                                       | Åland                | Ålands landsbygd        |
| Espoo                           | Esbo                          | F-S    | 8,5%                                        | Uusimaa              | Helsinki                |
| Finström                        |                               | S      | 94,6%                                       | Åland                | Ålands landsbygd        |
| Föglö                           |                               | S      | 91,1%                                       | Åland                | Ålands skärgård         |
| Geta                            |                               | S      | 92%                                         | Åland                | Ålands landsbygd        |
| Hammarland                      |                               | S      | 95,9%                                       | Åland                | Ålands landsbygd        |
| Hanko                           | Hangö                         | F-S    | 43,7%                                       | Uusimaa              | Ekenäs                  |
| Helsinki                        | Helsingfors                   | F-S    | 6,1%                                        | Uusimaa              | Helsinki                |
| Ingå                            | Inkoo                         | S-F    | 58%                                         | Uusimaa              | Ekenäs                  |
| Jakobstad                       | Pietarsaari                   | S-F    | 56,3%                                       | Ostrobotnia          | Jakobstad               |
| Jomala                          |                               | S      | 92,8%                                       | Åland                | Ålands landsbygd        |
| Kaskinen                        | Kaskö                         | F-S    | 30,1%                                       | Ostrobotnia          | Sydösterbotten costiero |
| Kauniainen                      | Grankulla                     | F-S    | 38,8%                                       | Uusimaa              | Helsinki                |
| Kimitoön                        | Kemiönsaari                   | S-F    | 75%                                         | Varsinais-Suomi      | Turunmaa                |
| Kirkkonummi                     | Kyrkslätt                     | F-S    | 19,1%                                       | Uusimaa              | Helsinki                |
| Kökar                           |                               | S      | 92,3%                                       | Åland                | Ålands skärgård         |
| Kokkola                         | Karleby                       | F-S    | 17,3%                                       | Ostrobotnia centrale | Kokkola                 |
| Korsholm                        | Mustasaari                    | S-F    | 71%                                         | Ostrobotnia          | Vaasa                   |
| Korsnäs                         |                               | S      | 94,6%                                       | Ostrobotnia          | Vaasa                   |
| Kristinestad                    | Kristiinankaupunki            | S-F    | 57%                                         | Ostrobotnia          | Sydösterbotten costiero |
| Kronoby                         | Kruunupyy                     | S-F    | 84,5%                                       | Ostrobotnia          | Jakobstad               |
| Kumlinge                        |                               | S      | 93,6%                                       | Åland                | Ålands skärgård         |
| Lapinjärvi                      | Lappträsk                     | F-S    | 32,9%                                       | Uusimaa              | Loviisa                 |
| Larsmo                          |                               | S      | 92,9%                                       | Ostrobotnia          | Jakobstad               |
| Lemland                         |                               | S      | 94,3%                                       | Åland                | Ålands landsbygd        |
| Lohja                           | Lojo                          | F-S    | 4,1%                                        | Uusimaa              | Lohja                   |
| Loviisa                         | Lovisa                        | F-S    | 38,3%                                       | Uusimaa              | Loviisa                 |
| Lumparland                      |                               | S      | 91%                                         | Åland                | Ålands landsbygd        |
| Malax                           | Maalahti                      | S-F    | 88,7%                                       | Ostrobotnia          | Vaasa                   |
| Mariehamn                       |                               | S      | 89,2%                                       | Åland                | Mariehamns stad         |
| Myrskylä                        | Mörskom                       | F-S    | 11,4%                                       | Uusimaa              | Porvoo                  |
| Närpes                          |                               | S      | 90,5%                                       | Ostrobotnia          | Sydösterbotten costiero |
| Nykarleby                       | Uusikaarlepyy                 | S-F    | 90%                                         | Ostrobotnia          | Jakobstad               |
| Oravais                         | Oravainen                     | S-F    | 83,8%                                       | Ostrobotnia          | Vaasa                   |
| Pargas                          | Parainen                      | S-F    | 59%                                         | Varsinais-Suomi      | Turunmaa                |
| Pedersöre                       | Pedersören kunta              | S-F    | 90,5%                                       | Ostrobotnia          | Jakobstad               |
| Porvoo                          | Borgå                         | F-S    | 32,2%                                       | Uusimaa              | Porvoo                  |
| Pyhtää                          | Pyttis                        | F-S    | 10,3%                                       | Kymenlaakso          | Kotka-Hamina            |
| Raseborg                        | Raasepori                     | S-F    | 67,1%                                       | Varsinais-Suomi      | Raseborg                |
| Saltvik                         |                               | S      | 95,4%                                       | Åland                | Ålands landsbygd        |
| Sipoo                           | Sibbo                         | F-S    | 38,3%                                       | Uusimaa              | Helsinki                |
| Siuntio                         | Sjundeå                       | F-S    | 33,6%                                       | Uusimaa              | Helsinki                |
| Sottunga                        |                               | S      | 90%                                         | Åland                | Ålands skärgård         |
| Sund                            |                               | S      | 94,2%                                       | Åland                | Ålands landsbygd        |
| Turku                           | Åbo                           | F-S    | 5,2%                                        | Varsinais-Suomi      | Turku                   |
| Vaasa                           | Vasa                          | F-S    | 24,8%                                       | Ostrobotnia          | Vaasa                   |
| Vantaa                          | Vanda                         | F-S    | 3,1%                                        | Uusimaa              | Helsinki                |
| Vårdö                           |                               | S      | 93,1%                                       | Åland                | Ålands skärgård         |
| Vörå-Maxmo                      | Vöyri-Maksamaa                | S-F    | 85,5%                                       | Ostrobotnia          | Vaasa                   |

## Comuni di lingua sami
| Nome nella lingua maggioritaria | Nome nella lingua minoritaria                                                        | Lingue          | Popolazione di lingua sami al 31.12.2013 | Regione  | Distretto               |
| ------------------------------- | ------------------------------------------------------------------------------------ | --------------- | ---------------------------------------- | -------- | ----------------------- |
| Enontekiö                       | Iänudâh in sami di Inari, Eanodat in sami settentrionale                             | finlandese-sami | 10,8%                                    | Lapponia | Lapponia Montana        |
| Inari                           | Aanaar in sami di Inari, Anár in sami settentrionale, Aanar in sami skolt            | finlandese-sami | 6,4%                                     | Lapponia | Lapponia Settentrionale |
| Sodankylä                       | Suáđigil in sami di Inari, Soađegilli in sami settentrionale, Suäˊđjel in sami skolt | finlandese-sami | 1,6%                                     | Lapponia | Lapponia Settentrionale |
| Utsjoki                         | Ohcejohka in sami settentrionale, Uccjuuhâ in sami di Inari, Uccjokk in sami skolt   | finlandese-sami | 46%                                      | Lapponia | Lapponia Settentrionale |